# Verrey-sous-Drée
Verrey-sous-Drée är en kommun i departementet Côte-d'Or i regionen Bourgogne-Franche-Comté i östra Frankrike. Kommunen ligger i kantonen Sombernon som tillhör arrondissementet Dijon. År 2022 hade Verrey-sous-Drée 96 invånare.

## Befolkningsutveckling
Antalet invånare i kommunen Verrey-sous-Drée
Referens:INSEE